# Lamecha Girma
Lamecha Girma (ur. 26 listopada 2000) – etiopski lekkoatleta specjalizujący się w biegach długodystansowych.
W 2019 sięgnął po srebro światowego czempionatu w Dosze. W 2021 zdobył z kolei srebrny medal igrzysk olimpijskich w Tokio. Rok później sięgnął po srebro halowych mistrzostw świata i wicemistrzostwo świata na otwartym stadionie w 2022 i 2023 roku.

## Osiągnięcia
| Rok  | Impreza                   | Miejsce   | Konkurencja                   | Pozycja    | Wynik   |
| ---- | ------------------------- | --------- | ----------------------------- | ---------- | ------- |
| 2019 | Mistrzostwa świata        | Doha      | bieg na 3000 m z przeszkodami | 2. miejsce | 8:01,36 |
| 2021 | Igrzyska olimpijskie      | Tokio     | bieg na 3000 m z przeszkodami | 2. miejsce | 8:10,38 |
| 2022 | Halowe mistrzostwa świata | Belgrad   | bieg na 3000 m                | 2. miejsce | 7:41,63 |
| 2022 | Mistrzostwa świata        | Eugene    | bieg na 3000 m z przeszkodami | 2. miejsce | 8:26,01 |
| 2023 | Mistrzostwa świata        | Budapeszt | bieg na 3000 m z przeszkodami | 2. miejsce | 8:05,44 |
| 2024 | Igrzyska olimpijskie      | Paryż     | bieg na 3000 m z przeszkodami | –          | DNF     |

## Rekordy życiowe
- Bieg na 1500 metrów (stadion) – 3:29,51 (2023) rekord Etiopii
- Bieg na 1500 metrów (hala) – 3:35,60 (2021)
- Bieg na 3000 metrów (stadion) – 7:26,18 (2023) 9. wynik w historii światowej lekkoatletyki
- Bieg na 3000 metrów (hala) – 7:23,81 (2023) były rekord świata, rekord Afryki, 3. wynik w historii światowej lekkoatletyki
- Bieg na 3000 metrów z przeszkodami – 7:52,11 (2023) rekord świata[1]